# Phalangium bilineatum
Phalangium bilineatum is een hooiwagen uit de familie echte hooiwagens (Phalangiidae).